# Contea di Wood (Wisconsin)
La contea di Wood (in inglese, Wood County) è una contea dello Stato del Wisconsin, negli Stati Uniti. La popolazione al censimento del 2000 era di 75 555 abitanti. Il capoluogo di contea è Wisconsin Rapids.

## Località

### Città
- Marshfield (in parte nella Contea di Marathon)
- Nekoosa
- Pittsville
- Wisconsin Rapids (capoluogo)

### Villaggi
- Arpin
- Auburndale
- Biron
- Hewitt
- Milladore (in parte nella Contea di Portage)
- Port Edwards
- Rudolph
- Vesper

### Towns
- Arpin
- Auburndale
- Cameron
- Cary
- Cranmoor
- Dexter
- Grand Rapids
- Hansen
- Hiles
- Lincoln
- Marshfield
- Milladore
- Port Edwards
- Remington
- Richfield
- Rock
- Rudolph
- Saratoga
- Seneca
- Sherry
- Sigel
- Wood